# ضريبة الدخل في ليبيا
يتم تنظيم ضرائب الدخل في ليبيا وفقا للقانون رقم 7 لسنة 2010 بشأن ضرائب الدخل ولائحته التنفيذية، وتقوم مصلحة الضرائب الليبية بجباية الضريبة.

## إعفاءات من ضرائب الدخل
تنص المادة 33 من القانون أنه يعفى من الضريبة ما يلي من الدخول:
- دخل الأشخاص الاعتبارية العامة الممولة من الميزانية العامة، وكذلك دخل الهيئات الدينية وغيرها من الهيئات والمؤسسات والجمعيات الخيرية المعترف بها من الدولة وغيرها من الجهات التي تقوم على أغراض البر والإحسان أو الإصلاح الاجتماعي أو النشاط الرياضي والثقافي والاجتماعي وذلك وفقاً لما تحدده اللائحة التنفيذية لهذا القانون.
- الدخل الناتج عن الإيداع في حسابات التوفير لدى المصارف.
- ريع الأوقاف الخيرية.
- المبالغ التي تؤدى إلى المستحقين في عقود التأمين على الحياة سواء عند الوفاة أو بعد مرور مدة معينة منصوص عليها في العقد، وذلك وفقاً لما تحدده اللائحة التنفيذية لهذا القانون.
- دخل الطلبة في حدود ما يتلقونه من المنح والمكافآت التي تمنح لأغراض دراسية.
- التعويض الذي يدفع لأسر الشهداء والمفقودين أو المصابين بعاهة مستديمة أثناء تأديتهم لأعمالهم وذلك وفقاً لما تحدده اللائحة التنفيذية لهذا القانون.
- الدخل الناتج عن تأليف الكتب وإعداد الدراسات والبحوث في مجال الثقافة والبحث العلمي.
- دخل النشاط الزراعي البحت.
- الدخل الناتج عن نشاط التصدير طبقاً لما تحدده اللائحة التنفيذية لهذا القانون.
- الدخول الخارجية لليبيين وللمقيمين الأجانب.
- الدخل الناتج عن العمل وما في حكمه العائد للعاملين بالوحدات الإدارية العامة والممولة من الميزانية العامة.
- الدخل الناتج عن المعاشات الأساسية والتقاعدية.
- النشاطات التنموية التي تقرر الدولة تشجيعها بتقديم الإعفاءات الضريبية لها.
- أي دخل آخر معفي من الضريبة بمقتضى القانون أو بناء على معاهدة أو اتفاقية دولية.

## إعفاءات للأعباء العائلية ومقابل التأمينات
المادة  36 من القانون تنص على انه يعفي جزء من دخل الممول للأعباء العائلية ويحدد القانون مقداره سنويا، وتحدد قيمته شهريا في حال الربط الشهري للضريبة بقسمته على 12.
| الحالة الاجتماعية | الإعفاء السنوي        | الإعفاء الشهري      |
| أعزب              | 1800                  | 150                 |
| متزوج ولا يعول    | 2400                  | 200                 |
| متزوج ويعول       | 2400 + 300 عن كل قاصر | 200 + 25 عن كل قاصر |

أما الإعفاءات مقابل التأمينات فتشمل: التأمين على الحياة،التأمينات العامة كالحريق والسرقة المبرمة لصالح الممول والتأمين الصحي

## أنواع ضرائب الدخل
يقسم القانون ضرائب الدخل الي بابين:
1. الباب الأول: الضرائب النوعية المفروضة على الأفراد والتشاركيات (شركات التضامن):

وتتفرع منها الأنواع التالية:
- دخل التجارة والصناعة والحرف
- دخل المهن الحرة
- الدخل الناتج من العمل وما في حكمه
- الدخل الناتج من الودائع لدى المصارف

1. الباب الثاني: الضرائب على دخل الشركات:

تفرض على الدخول الناتجة في ليبيا والخارج والعائدة للشركات الوطنية و كذلك فروع الشركات الأجنبية في ليبيا أيا كان نوع نشاطها أو غرضها، و يقصد بالشركات الشركات العامة و الشركات المساهمة الأهلية، كما يقصد بفروع الشركات الأجنبية أوجه نشاط الشركات الأجنبية في ليبيا أيا كان تنظيمها أو شكلها القانوني. والمقصود بالشركات هي الشركات الخاضعة لأحكام القانون التجاري الليبي ماعدا شركات التضامن.

## أسعار ضرائب الدخل
نص القانون على وجود أسعار مختلفة باختلاف نوع الدخل وكانت على النخو التالي:
- الدخل من التجارة  15% سنويا.
- الدخل من الصناعة والحرف 10% سنويا.
- الدخل من المهن الحرة 15% سنويا
- الدخل من العمل وما في حكمه مقسم إلي شريحتين:
  - 12000 دينار سنويا من الدخل: 5% سنويا.
  - ما زاد عن ذلك من الدخل: 10% سنويا
- الدخل من الودائع 5% سنويا.
- دخل الشركات 20% سنويا.

## روابط خارجية
- مصلحة الضرائب الليبية
- اللائحة التنفيذية للقانون رقم 7 لسنة 2010 بشأن ضرائب الدخل.